# Clannad (візуальна новела)
Clannad (яп. クラナド Куранадо) — японська відеогра жанру візуальної новели, розроблена компанією Key.
На основі сюжету Clannad вийшло також чотири серії манґи, два набори Drama CD, окремий повнометражний анімаційний фільм компанії Toei Animation та два сезони аніме-телесеріалу від студії Kyoto Animation. Основні серії телесеріалу доповнюються кількома OVA, які виходять за рамки основної сюжетної лінії.
Один з нецентральних варіантів проходження гри Clannad знаходить продовження в іншій візуальній новелі тієї ж компанії — Tomoyo After: It's a Wonderful Life. Остання, на відміну від основної серії, є еротичної грою.

## Загальна інформація
Усі персонажі та сюжет Clannad вигадані. Сеттінгів два. Один представлений у вигляді сценок, які відбуваються з героями в уявному світі. Другий — містечко в Японії, в якому живуть, навчаються та працюють герої. Школа, в якій навчаються головні герої, є найкращою в містечку та має своїм прообразом середню та старшу школу Комаба з Сетаґаі, муніципалітету Токіо.
В оригінальному грі гравець опиняється в ролі не надто життєрадісного підлітка, учня випускного класу. Розгалужений сценарій дає можливість пройти відрізок життя протагоніста різними шляхами.
У аніме-телесеріалах та фільмі розвивається один з варіантів проходження гри. Фільм відходить трохи далі від стилю та змісту оригіналу, ніж телесеріали. Наголос на сюжетну лінію однієї з героїнь — Наґіси Фурукави — в аніме-телесеріалі супроводжується розвитком всіх інших, альтернативних «арок» гри.
Назва «Clannad», на думку одного з сценаристів, означає «клан» або «сім'я» ірландською.

## Аніме

### Персонажі
Окадзакі Томоя (яп. 岡崎 朋也) — головний герой. Живе з батьком, але майже з ним не розмовляє, через це більшість часу проводить поза межами дому. Грав у баскетбол, але під час сварки з батьком пошкодив плече, після чого більше не вступав у гуртки. Часто запізнюється на уроки, або й зовсім їх прогулює, вступає в бійки, через що має погану репутацію. Навчається в класі D.
Сейю — Накамура Юіті.
Фурукава Наґіса (яп. 古河 渚) — головна героїня. З дитинства має погане здоров'я, тому неодноразово змушена пропускати навчання і залишатись на ще один рік. Дуже скромна, їй важко починати стосунки з людьми. Дуже любить персонажів твору «Велика сім'я данґо», який був популярним кілька років тому. Намагається відродити театральний гурток. Навчається в класі B.
Сейю — Накахара Маі.
Фудзібаясі Кьо (яп. 藤林 杏) — староста класу Е. Спортивна, впевнена в собі, гарно готує. Отримує багато любовних листів від дівчат, тоді як хлопці не наважуються вступати з нею в стосунки через дещо агресивний характер. Попри те, що є старостою класу, до своїх обов'язків ставиться не дуже відповідально — іноді пропускає уроки і засідання шкільної ради, приїжджає до школи на мопеді. Має домашнього улюбленця (вепра), якого звуть Ботан. Планує стати вихователькою у дитсадку. Закохана у Томою.
Сейю — Хірохаші Рьо.
Фудзібаясі Рьо (яп. 藤林 椋) — староста класу D. Молодша сестра Кьо, але, на відміну від неї, дуже тиха і спокійна. Її хобі — пердбачати долю. Особливо любить гадати на картах. Мріє стати медсестрою. Закохана у Томою.
Сейю — Канда Акемі.
Ічіносе Котомі (яп. 一ノ瀬 ことみ) — геніальна дівчинка, батьки якої були всесвітньовідомими вченими. Не ходить на уроки і ні з ким не спілкується до знайомства з Томоєю, а весь час проводить в бібліотеці, читаючи книги. Через це не вміє спілкуватись з людьми і тільки починає вчитись. Любить грати на скрипці, хоча і не вміє. Навчається в класі А.
Сейю — Ното Маміко.
Сакаґамі Томойо (яп. 坂上 智代) — учениця класу В, на рік молодша від інших героїв. Тільки перевелась у школу. Має хороші фізичні дані і чудово володіє прийомами єдиноборств, але через це багато учнів її бояться, хоча свою силу Томойо у попередній школі використовувала тільки для боїв з бандами. Намагається стати головою шкільної ради.
Сейю — Кувашіма Хоко.
Ібукі Фуко (яп. 伊吹 風子) — учениця класу В, на два роки молодша від інших героїв. Постійно вирізає із дерева морські зірки і дарує їх усім навколо, запрошуючи на весілля своєї сестри. Невисока, вперта, часто сперечається з Томоєю. Завжди намагається підкреслити, що вже доросла. Коли думає про морських зірок, повністю ігнорує все навколо, чим часто користується Томоя, щоб розіграти Фуко.
Сейю — Нонака Ай.
Сунохара Йохей (яп. 春原 陽平) — найкращий друг Томої. Блондин, тому що відбілює волосся. Також прогулуює уроки і встряває в бійки (за це його вигнали із футбольної команди), тому теж має погану репутацію. Живе в гуртожитку. Намагається зав'язати стосунки із якоюсь дівчиною, але це в нього не виходить. Навчається в класі D.
Сейю — Сакаґуті Дайсуке.

### Сюжет

#### Анімаційний фільм Clannad
Одного дня дорогою до школи Окадзакі Томоя знайомиться із Фурукавою Наґісою. Спілкуючись із Наґісою, Томоя дізнається, що вона мріє відродити театральний гурток, і вирішує в цьому допомогти. Він знайомить Наґісу зі своїми друзями і вони разом роблять все для повернення гуртка. Після вистави гуртка на шкільному фестивалі Окадзакі освідчується Фурукаві в коханні. Вони одружуються і починають жити в окремій квартирі, на оплату якої заробляє Томоя у електричній компанії. Згодом у них народжується донька Усіо, але під час родів Наґіса помирає. Окадзакі закривається в собі, а Усіо виховують батьки Наґіси. Лише через п'ять років завдяки спільним зусиллям друзів йому вдається повернутись до нормального життя зі своєю донькою.
У двох телевізійних сезонах ця історія розкривається глибше і обростає деталями.

#### Телевізійний аніме-серіал Clannad
Перший телевізійний сезон. Описує період від знайомства Томої і Наґіси до освідчення в коханні. Протягом сезону герої допомагають Фуко виготовляти і розповсюджувати дерев'яні зірки; відроджують театральний гурток, шукаючи для нього куратора та набираючи людей (хоча ніхто крім основних персонажів в нього не вступає); ставлять виставу, єдина роль в якій належить Наґісі, на шкільному фестивалі. Окадзакі переїжджає жити до Наґіси, не в змозі більше жити з батьком, який постійно напивається.

#### OVA Another World: Tomoyo Chapter
Окрема серія, яка показує альтернативний розвиток сюжету. Окадзакі Томоя і Сакаґамі Томойо закохуються одне в одного і починають зустрічатись. Але всі навколо вважають, що безвідповідальний Окадзакі тягне Сакаґамі донизу і заважає їй добитись тих висот, які вона могла б досягти сама. Через це він розриває з нею стосунки, вважаючи, що робить добре, але їм обом боляче бути окремо. Серія закінчується через кілька років, коли вже дорослі Томоя і Томойо зустрічаються і знову починають зустрічатись, тому що вони весь цей час кохали одне одного.

#### Телевізійний аніме-серіал Clannad After Story
Другий телевізійний сезон. У ньому шкільна комедія перетворюється на драму. Сезон починається з того місця, на якому закінчується перший. Деякий час після закінчення школи Томоя працює у пекарні батьків Наґіси, але пізніше він вирішує, що час стати самостійнішим і винаймає квартиру, починаючи працювати у електричній компанії. З часом Наґіса переїжджає до нього, в них народжується донька. Після смерті дружини Окадзакі довго не може прийти в себе, але одного разу Акіо і Санае (батьки Наґіси) підлаштовують все так, щоб він залишився наодинці зі своєю дочкою Усіо. Вони вирушають у подорож, де Томоя зустрічається із матір'ю свого батька, яка нагадує, скільки всього батько робив для нього в дитинстві після смерті матері. Окадзакі розуміє, що неправильно відносився до нього. Після повернення додому він вперше за багато років відвідує батька, дякує йому за все і говорить, що той виконав свій обов'язок — виховав сина — і тепер може відпочити. Вони розстаються сім'єю, як справжні батько і син. Прийшовши у дитячий садок, в якому навчається Усіо, Томоя дізнається, що Фудзібаясі Кьо є її вихователькою. Але як тільки все налагоджується Усіо починає хворіти. Лікарі кажуть, що це та сама невідома хвороба, на яку хворіла Наґіса. Окадзакі звільняється з роботи, щоб весь час проводити з донькою, але вона теж помирає. В останній серії магія любові все змінює. Хоча Томоя пам'ятає все, що з ним відбулось, у новому світі Наґіса і Усіо живі.

#### OVA Another World: Kyou Chapter
Ще один альтернативний розвиток сюжету. Фудзібаясі Рьо освідчується Томої в коханні і вони починають зустрічатись. Але він помічає, що змінилось ставлення до нього Кьо. В розмовах Томоя дізнається, що Кьо теж його кохає, але вирішила віддати сестрі, яку дуже любить. Пізніше Рьо зізнається, що вона знала про почуття сестри, але вирішила перемогти її хоча б у цьому, вона обіцяє, що зробить все, щоб стати для нього Кьо. Окадзакі повинен вибрати. Він сидить сам в класі і, побачивши силует Рьо, каже їй, що кохає Кьо, але коли вони зустрічаються поглядами, Томоя розуміє, що це Кьо постриглась як Рьо. Вони починають зустрічатись, а Рьо переїжджає в інше місто, все ж підтримуючи хороші стосунки з сестрою.